# That's Life (음반)
《That's Life》는 미국의 음악가 윌리 넬슨의 71번째 정규 음반으로, 레거시 레코딩스를 통하여 2021년 2월 26일에 발매될 예정이다. 프랭크 시나트라에게 바치는 헌정 음반이며, 이는 2018년에 발매한 《My Way》 이후 넬슨이 발매하는 두 번째 시나트라 관련 음반이다.
버니 캐넌과 맷 롤링스가 프로듀싱을 하였으며, 대부분의 곡들은 시나트라가 이전에 몇 번 녹음한 적이 있었던 곳인 캐피톨 스튜디오에서 진행되었다. 이외의 트랙은 넬슨의 페데르날레스 스튜디오에서 녹음이 되었다. 알 슈미트가 믹싱을 맡아 현악기와 금관악기 소리 편곡을 하였다. 음반의 커버 또한 시나트라가 1955년에 발표한 정규 음반 《In the Wee Small Hours》를 그림으로 그린 것이다.

## 트랙 리스트
| #   | 제목                                      | 재생 시간 |
| --- | ----------------------------------------- | --------- |
| 1.  | 〈Nice Work If You Can Get It〉           |           |
| 2.  | 〈Just in Time〉                          |           |
| 3.  | 〈A Cottage for Sale〉                    |           |
| 4.  | 〈I've Got You Under My Skin〉            |           |
| 5.  | 〈You Make Me Feel So Young〉             |           |
| 6.  | 〈I Won't Dance (ft. 다이애나 크롤)〉     |           |
| 7.  | 〈That's Life〉                           |           |
| 8.  | 〈Luck Be a Lady〉                        |           |
| 9.  | 〈In the Wee Small Hours of the Morning〉 |           |
| 10. | 〈Learnin' the Blues〉                    |           |
| 11. | 〈Lonesome Road〉                         |           |